# Krasławski Ostrów
Krasławski Ostrów – dawna kolonia. Tereny, na których leżała, znajdują się obecnie na Białorusi, w obwodzie witebskim, w rejonie miorskim, w sielsowiecie Turkowo.

## Historia
W czasach zaborów wieś w gminie Mikołajewo, w powiecie dzisieńskim, w guberni wileńskiej Imperium Rosyjskiego.
W latach 1921–1945 zaścianek a następnie kolonia leżała w Polsce, w województwie wileńskim, w powiecie dziśnieńskim w gminie Mikołajów.
Według Powszechnego Spisu Ludności z 1921 roku zamieszkiwało tu 12 osób, wszystkie były wyznania rzymskokatolickiego i zadeklarowały polską przynależność narodową. Były tu 2 budynki mieszkalne. W 1931 w 1 domu zamieszkiwały 3 osoby.
Wierni należeli do rzymskokatolickiej w Dziśnie. Miejscowość podlegała pod Sąd Grodzki w Dziśnie i Okręgowy w Wilnie; właściwy urząd pocztowy mieścił się w Mikołajowie Dziśnieńskim.